# Kerr Islet
Kerr Islet är en ö i Australien. Den ligger i delstaten Queensland, omkring 2 300 kilometer nordväst om delstatshuvudstaden Brisbane.